# Acrocera brasiliensis
Acrocera brasiliensis är en tvåvingeart som beskrevs av Gil Collado 1928. Acrocera brasiliensis ingår i släktet Acrocera och familjen kulflugor. Inga underarter finns listade i Catalogue of Life.